# Илиешти (Алба)
Илиешти (рум. Iliești) насеље је у Румунији у округу Алба у општини Интрегалде. Oпштина се налази на надморској висини од 939 m.

## Становништво
Према подацима из 2002. године у насељу је живело 20 становника, од којих су сви румунске националности.